# Distrikt Pimentel
Der Distrikt Pimentel liegt in der Provinz Chiclayo in der Region Lambayeque im Nordwesten von Peru. Der Distrikt hat eine Fläche von 66,53 km². Beim Zensus 2017 wurden 44.602 Einwohner gezählt. Im Jahr 1993 lag die Einwohnerzahl bei 18.524, im Jahr 2007 bei 32.346. Sitz der Distriktverwaltung ist die Küstenstadt Pimentel.
Der Distrikt Pimentel befindet sich an der Pazifikküste von Nordwest-Peru westlich der Großstadt Chiclayo. Etwa 6 km Küstenlinie gehören zum Distrikt. Im Nordosten reicht der Distrikt bis zur Stadtrand von Chiclayo. Vom Hauptort Pimentel zum Stadtzentrum von Chiclayo sind es 13 km.
Der Distrikt Pimentel grenzt im Norden an die Distrikte San José und Lambayeque (beide in der Provinz Lambayeque), im Osten an die Distrikte José Leonardo Ortiz, Chiclayo und La Victoria sowie im Süden an den Distrikt Santa Rosa.